# Клаусс, Роберт
Роберт Клаусс (нем. Robert Klauß; род. 1 декабря 1984, Эберсвальде, Бранденбург) — немецкий футболист и футбольный тренер, с ноября 2023 года — главный тренер венского «Рапида».

## Карьера
Играл на позиции нападающего в различных командах низших и региональных лиг. Тренерскую карьеру начал в 25 лет в системе клуба «РБ Лейпциг», тренировал юношеские и молодёжные команды различных возрастов. В 2018 году закончил тренерскую академию с лучшей оценкой на своём курсе. В 2018—2020 годах находился в тренерском штабе главной команды «РБ Лейпциг», которую возглавляли тогда сначала Ральф Рангник, затем Юлиан Нагельсман. В 2020—2022 годах являлся главным тренером клуба Второй Бундеслиги «Нюрнберг». В 2021 году в матче одного из региональных кубковых турниров вышел на поле в качестве игрока за команду из Маркранштедта, за которую также играл в 2006—2009 и 2013—2016 годах. В мае 2020 года продлил контракт с «Нюрнбергом», однако в октябре того же года из-за неудовлетворительных результатов команды покинул клуб. В ноябре 2023 года стал главным тренером венского «Рапида», подписав контракт с австрийским клубом до конца сезона 2025/26. Под его руководством команда вышла в финал Кубка Австрии в 2024 году, в том же году квалифицировалась в еврокубки и впервые за почти три десятилетия достигла четвертьфинала еврокубков. 24 апреля 2025 года, за пять туров до конца чемпионата 2024/25, после трёх поражений подряд, на фоне неудовлетворительных результатов, сотрудничество Клаусса с «Рапидом» было прекращено. Всего под руководством Клаусса «Рапид» провёл 67 официальных матчей (в том числе 45 — в австрийской бундеслиге), одержав 31 победу, 16 раз сыграв вничью и потерпев 20 поражений (в чемпионате Австрии, соответственно 17, 13 и 15).